# Batrachylidae
Batrachylidae é uma família de anfíbios da ordem Anura. Está distribuída na Argentina e Chile.

## Taxonomia
O clado foi reconhecido como uma subfamília de Ceratophryidae em 2006. Em 2007, um estudo molecular demonstrou que o arranjo familiar de Ceratophryidae sensu Grant et al. (2006) era parafilético, tratando Batrachylinae como uma família. Em 2009, outro estudo molecular confirmou a parafilia daquele arranjo taxonômico, excluindo Batrachylinae da família Ceratophryidae. Em 2011, um estudo molecular mais amplo separou as três linhagens dentro de Ceratophryidae em famílias distintas.
São reconhecidos quatro gêneros para esta família:
- Atelognathus Lynch, 1978
- Batrachyla Bell, 1843
- Chaltenobatrachus Basso, Úbeda, Bunge, & Martinazzo, 2011
- Hylorina Bell, 1843